# Жидово (Познанський повіт)
Жидово (пол. Żydowo) — село в Польщі, у гміні Рокетниця Познанського повіту Великопольського воєводства.
Населення — 438 осіб (2011).
У 1975-1998 роках село належало до Познанського воєводства.

## Демографія
Демографічна структура станом на 31 березня 2011 року:
|          | Загалом | Допрацездатний вік | Працездатний вік | Постпрацездатний вік |
| -------- | ------- | ------------------ | ---------------- | -------------------- |
| Чоловіки | 231     | 51                 | 164              | 16                   |
| Жінки    | 207     | 47                 | 126              | 34                   |
| Разом    | 438     | 98                 | 290              | 50                   |